# Leibniz-Institut für Resilienzforschung

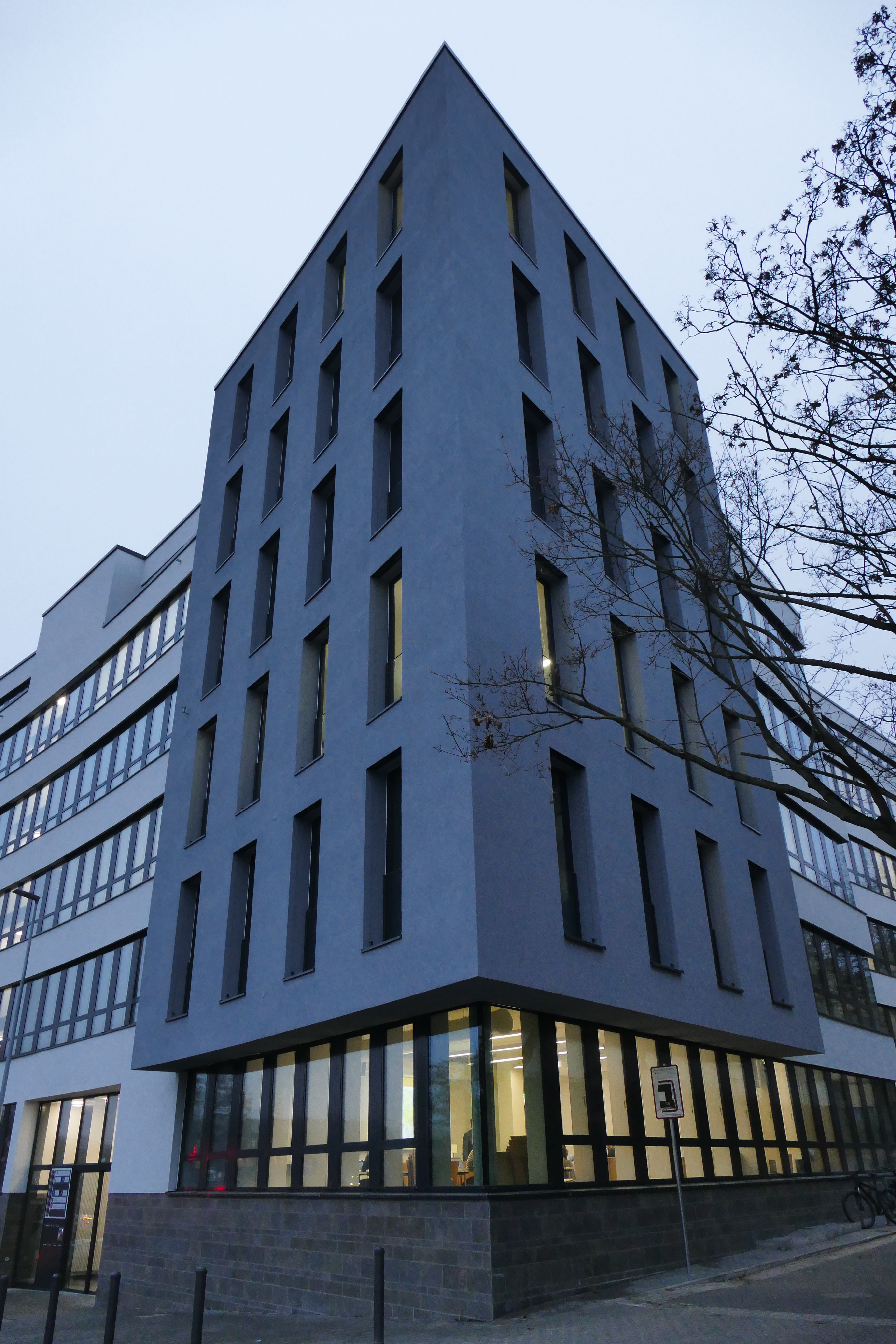
Hauptsitz des LIR

Das Leibniz-Institut für Resilienzforschung (LIR) ist ein außeruniversitäres Forschungsinstitut, in dem Neurobiologen, Mediziner, Psychologen und Physiker sowie weitere Berufsgruppen interdisziplinär die individuelle oder psychologische Resilienz (auch „Stressresilienz“) erforschen. Es gehört seit 2020 zur Leibniz-Gemeinschaft und hat seinen Sitz in Mainz.

## Geschichte
Im Juni 2014 wurde das Deutsche Resilienz Zentrum (DRZ) als zentrale wissenschaftliche Einrichtung der Johannes Gutenberg-Universität Mainz gegründet. Mitte 2016 wurde das DRZ als eigenständige medizinische Betriebseinheit der Universitätsmedizin Mainz etabliert.
Am 11. Januar 2018 erfolgte die Ausgründung der gemeinnützigen Gesellschaft DRZ gGmbH als rechtlich eigenständige, außeruniversitäre Institution aus der Universitätsmedizin Mainz und der JGU. Nach Evaluationen durch den Wissenschaftsrat und die Leibniz-Gemeinschaft im Jahr 2018 wurde das DRZ Ende 2019 Mitglied der Leibniz-Gemeinschaft und firmiert seit dem 1. Januar 2020 unter dem Namen Leibniz-Institut für Resilienzforschung (LIR).
Das LIR wird u. a. von der Boehringer-Ingelheim-Stiftung gefördert.

## Forschung und Wissenstransfer
Psychologische Resilienz wird verstanden als die Aufrechterhaltung oder rasche Wiederherstellung psychischer Gesundheit während oder nach stressvollen Lebensereignissen oder Lebensumständen.
Die zentralen Anliegen des Instituts sind es, Resilienzmechanismen zu verstehen, Interventionen zur Förderung von Resilienz zu entwickeln und darauf hinzuwirken, Lebens- und Arbeitsumfelder so zu verändern, dass Resilienz gestärkt wird.
Das LIR ist seit 1. Januar 2020 Mitglied der Leibniz-Gemeinschaft. Es beschäftigte im Jahr 2022 91 Mitarbeiter. Das LIR wird von den beiden wissenschaftlichen Geschäftsführern Klaus Lieb und Beat Lutz sowie dem kaufmännischen Geschäftsführer Thorsten Mundi geleitet.

### Forschung
Die Forschung am LIR ist interdisziplinär und translational ausgerichtet und wird in drei Forschungsbereichen gebündelt, in denen je 3 – 4 Arbeitsgruppen tätig sind:
- molekulare und zelluläre Mechanismen der Resilienz,
- systemische Mechanismen der Resilienz sowie
- kognitive und Verhaltensmechanismen der Resilienz.

So ist es möglich, die der Resilienz zugrundeliegenden Mechanismen in Mensch und Tier zu entschlüsseln, neuartige resilienzfördernde Interventionen zu entwickeln und deren Wirksamkeit zu überprüfen. Damit widmet sich das LIR einer der aktuell besonders drängenden gesellschaftlichen Fragen.
Für interne und externe Wissenschaftler bietet das LIR Serviceleistungen über drei Plattformen im Bereich der Durchführung klinischer Studien (Clinical Investigation Center, CIC) sowie Verhaltensanalysen (Mouse Behavioral Unit, MBU) und hochauflösender Bildgebungsverfahren beim Tier (Mainz Animal Imaging Center, MAIC und Initiative for Systems Analysis in Neuroscience) an.

### Transfer
Zusätzlich macht das LIR über seinen Transferbereich Wissen zu Resilienz auch für die Gesellschaft verfügbar, indem es zum Thema Resilienz schult und berät, zielgruppenspezifische Resilienztrainings und Employee Assistance Programme entwickelt sowie aktuellstes Wissen vorhält und vermittelt. Dazu wird u. a eine Resilienzambulanz unterhalten und ein Online-Kurs zum Stressabbau entwickelt.